# Davorina
Davorina je  žensko osebno ime.

## Izvor imena
Ime Davorina je ženska oblika moškega osebnega imena Davorin.

## Različici imena
Davorka, Davorinka

## Pogostost imena
Po podatkih Statističnega urada Republike Slovenije je bilo na dan 31. decembra 2007 v Sloveniji število ženskih oseb z imenom Davorina: 93.

## Osebni praznik
V koledarju je ime Davorina razvrščeno k imenu Martina; god praznuje 11. novembraa.